# Liste der CDU-Parteitage
Die Liste der CDU-Parteitage enthält alle CDU-Bundesparteitage der Christlich Demokratischen Union Deutschlands, untergliedert in die CDU-Bundesparteitage 1950–1990 während der deutschen Teilung und die Parteitage der CDU Deutschlands ab der Wiedervereinigung 1990.

## CDU-Bundesparteitage 1950–89
| Nr.          | Datum                  | Ort                   | Zusammenfassung |
| ------------ | ---------------------- | --------------------- | --- |
| Reichstagung | 14.–16. Dezember 1945  | Bad Godesberg         | |
| 1.           | 20.–22. Oktober 1950   | Goslar                | Erster Bundesparteitag, Konrad Adenauer wurde zum ersten CDU-Bundesvorsitzenden gewählt.                               |
| 2.           | 18.–21. Oktober 1951   | Karlsruhe             | |
| 3.           | 17.–19. Oktober 1952   | West-Berlin           | |
| 4.           | 18.–22. April 1953     | Hamburg               | |
| 5.           | 28.–30. Mai 1954       | Köln                  | |
| 6.           | 26.–29. April 1956     | Stuttgart             | |
| 7.           | 11.–15. Mai 1957       | Hamburg               | |
| 8.           | 18.–21. September 1958 | Kiel                  | |
| 9.           | 26.–29. April 1960     | Karlsruhe             | |
| 10.          | 24.–27. April 1961     | Köln                  | |
| 11.          | 2.–5. Juni 1962        | Dortmund              | |
| 12.          | 14.–17. März 1964      | Hannover              | |
| 13.          | 28.–31. März 1965      | Düsseldorf            | |
| 14.          | 21.–23. März 1966      | Bonn                  | Ludwig Erhard wurde zum neuen CDU-Bundesvorsitzenden gewählt.                                                          |
| 15.          | 22./23. Mai 1967       | Braunschweig          | Kurt Georg Kiesinger wurde zum neuen CDU-Bundesvorsitzenden gewählt.                                                   |
| 16.          | 4.–7. November 1968    | West-Berlin           | |
| 17.          | 17./18. November 1969  | Mainz                 | |
| 18.          | 25.–27. Januar 1971    | Düsseldorf            | |
| 19.          | 4./5. Oktober 1971     | Saarbrücken           | Rainer Barzel wurde zum neuen CDU-Bundesvorsitzenden gewählt.                                                          |
| 20.          | 9.–11. Oktober 1972    | Wiesbaden             | |
| 21.          | 12. Juni 1973          | Bonn                  | Helmut Kohl wurde zum neuen CDU-Bundesvorsitzenden gewählt.                                                            |
| 22.          | 18.–20. November 1973  | Hamburg               | |
| 23.          | 23.–25. Juni 1975      | Mannheim              | |
| 24.          | 24.–26. Mai 1976       | Hannover              | |
| 25.          | 7.–9. März 1977        | Düsseldorf            | |
| 26.          | 23.–25. Oktober 1978   | Ludwigshafen am Rhein | |
| 27.          | 25.–27. März 1979      | Kiel                  | Europaabend: der Auftritt eines Balletts mit neun Frauen, drei von ihnen oben ohne, löste Begeisterung und Kritik aus. |
| 28.          | 19./20. Mai 1980       | West-Berlin           | |
| 29.          | 9./10. März 1981       | Mannheim              | |
| 30.          | 2.–5. November 1981    | Hamburg               | |
| 31.          | 25./26. Mai 1983       | Köln                  | |
| 32.          | 9.–11. Mai 1984        | Stuttgart             | |
| 33.          | 20.–22. März 1985      | Essen                 | |
| 34.          | 7./8. Oktober 1986     | Mainz                 | |
| 35.          | 9. November 1987       | Bonn                  | |
| 36.          | 13.–15. Juni 1988      | Wiesbaden             | |
| 37.          | 11.–13. September 1989 | Bremen                | Anstelle von Heiner Geißler schlägt Helmut Kohl für den Generalsekretärsposten Volker Rühe vor.                        |

## Parteitage der CDU Deutschlands ab 1990
| Nr. | Datum                         | Ort                                                               | Zusammenfassung |
| --- | ----------------------------- | ----------------------------------------------------------------- | --- |
| 1   | 1./2. Oktober 1990            | Hamburg (Vereinigungsparteitag)                                   | Die fünf neuen ostdeutschen Landesverbände treten der CDU bei. Kohl wird mit 98,5 % zum CDU-Vorsitzenden gewählt. Verabschiedung des „Manifests zur Vereinigung“. |
| 2   | 15.–17. Dezember 1991         | Dresden                                                           | |
| 3   | 26.–28. Oktober 1992          | Düsseldorf                                                        | |
| 4   | 12.–14. September 1993        | Berlin                                                            | |
| 5   | 21.–23. Februar 1994          | Hamburg                                                           | |
| 6   | 28. November 1994             | Bonn                                                              | |
| 7   | 16.–18. Oktober 1995          | Karlsruhe                                                         | |
| 8   | 21./22. Oktober 1996          | Hannover                                                          | Beschluss eines Frauenquorums („Gleichstellung von Frauen und Männern in der CDU“) |
| 9   | 13.–15. Oktober 1997          | Leipzig                                                           | |
| 10  | 18./19. Mai 1998              | Bremen                                                            | |
| 11  | 7. November 1998              | Bonn                                                              | Wolfgang Schäuble wurde als Nachfolger von Helmut Kohl nach dessen Wahlniederlage bei der Bundestagswahl 1998 zum neuen CDU-Bundesvorsitzenden gewählt. Erster Parteitag in Opposition seit 1981.                                                                            |
| 12  | 25.–27. April 1999            | Erfurt                                                            | Verabschiedung des Wahlprogramms für die Europawahl 1999. |
| 13  | 9.–11. April 2000             | Essen                                                             | Beschlüsse zu einer Reform der Europäischen Union wie zu Finanzreformen innerhalb der Partei. Angela Merkel wurde zur neuen CDU-Bundesvorsitzenden gewählt. |
| 14  | 2.–4. Dezember 2001           | Dresden                                                           | Beschlüsse zur Außen- und Sicherheitspolitik und zum Aufbau Ost. Laurenz Meyer wurde zum CDU-Generalsekretär gewählt. |
| 15  | 16.–18. Juni 2002             | Frankfurt am Main                                                 | Wahlprogramm der Union zur Bundestagswahl 2002 verabschiedet. |
| 16  | 11. November 2002             | Hannover                                                          | Beschlüsse zur Finanz- sowie zur Beitragsordnung der CDU verabschiedet. Ein neuer Bundesvorstand wurde gewählt. |
| 17  | 30. November–2. Dezember 2003 | Leipzig                                                           | Verabschiedung eines neuen, stark reformorientierten CDU-Gesundheitsmodells und des CDU-Steuermodells. |
| 18  | 6.–7. Dezember 2004           | Düsseldorf                                                        | Verabschiedung eines Papiers zur Integration. Der Bundesvorstand wurde neu gewählt. |
| 19  | 27.–28. August 2005           | Dortmund                                                          | Volker Kauder wurde im Amt des CDU-Generalsekretärs bestätigt. |
| 20  | 27.–29. November 2006         | Dresden                                                           | Beschlüsse zur Mitarbeiterbeteiligung in Unternehmen, zur frühkindlichen Betreuung und zum Kündigungsschutz. |
| 21  | 3./4. Dezember 2007           | Hannover                                                          | Beschluss des Grundsatzprogramms „Grundsätze für Deutschland“. |
| 22  | 1./2. Dezember 2008           | Stuttgart                                                         | Die Vorsitzende, Bundeskanzlerin Angela Merkel, wurde mit 94,83 Prozent der Stimmen im Amt der Bundesvorsitzenden bestätigt. Zudem wurde über die Chancen für den Osten Deutschlands und einen verbesserten Umwelt- und Verbraucherschutz gesprochen.                        |
| 23  | 14.–16. November 2010         | Karlsruhe                                                         | Wiederwahl der Führungsspitze der Partei, Beschluss der Bundeswehrreform und eine Debatte zur Präimplantationsdiagnostik. |
| 24  | 14./15. November 2011         | Leipzig                                                           | Parteitag im Zeichen der Sozial-, Bildungs- und Europapolitik. Insbesondere die Unterstützung der CDU für flächendeckende Mindestlöhne sowie das künftige Schulsystem sorgten bereits im Vorfeld für viel Diskussionsstoff. Der Parteitag stärkte generell den Kurs Merkels. |
| 25  | 3.–5. Dezember 2012           | Hannover                                                          | |
| 26  | 5. April 2014                 | Berlin                                                            | Im Zeichen der 7 Wochen später stattfindenden EU-Parlamentswahl (Europawahl 2014) |
| 27  | 9.–10. Dezember 2014          | Köln                                                              | Neuwahl des Bundesvorstandes |
| 28  | 13.–15. Dezember 2015         | Karlsruhe                                                         | Karlsruher Erklärung zu Terror und Sicherheit, Flucht und Integration |
| 29  | 5.–7. Dezember 2016           | Essen                                                             | Neuwahl des Bundesvorstandes |
| 30  | 26. Februar 2018              | Berlin                                                            | Beratung und Beschlussfassung über den Koalitionsvertrag zwischen CDU, CSU und SPD, Wahl von Annegret Kramp-Karrenbauer zur Generalsekretärin |
| 31  | 7.–8. Dezember 2018           | Hamburg                                                           | Neuwahl zum Parteivorsitz. Angela Merkel kandidierte nicht erneut. Annegret Kramp-Karrenbauer wurde zur neuen CDU-Bundesvorsitzenden gewählt. |
| 32  | 22.–23. November 2019         | Leipzig                                                           | |
| 33  | 15.–16. Januar 2021           | digital (Präsidium und Kandidaten wurden aus Berlin zugeschaltet) | Wahl eines neuen Bundesvorstandes, Armin Laschet wurde zum neuen CDU-Bundesvorsitzenden gewählt. Annegret Kramp-Karrenbauer kandidierte nicht erneut. Die digital erfolgte Abstimmung wurde anschließend per Briefwahl bestätigt.                                            |
| 34  | 22. Januar 2022               | digital (Präsidium und Kandidaten wurden aus Berlin zugeschaltet) | Wahl eines neuen Bundesvorstandes nach Rücktritt von Armin Laschet, Friedrich Merz wurde zum neuen CDU-Bundesvorsitzenden gewählt. Die digital erfolgte Abstimmung wurde per Briefwahl bestätigt.                                                                            |
| 35  | 9.–10. September 2022         | Hannover                                                          | erster Präsenzparteitag seit 2019, Antragsberatungen, Satzungsänderungen, Wahl einer Stellv. Generalsekretärin |
| 36  | 6.–8. Mai 2024                | Berlin                                                            | Wahl eines neuen Bundesvorstands, Wahl eines Generalsekretärs, Beschluss eines neuen Grundsatzprogramms |
| 37  | 3. Februar 2025               | Berlin                                                            | Ursprünglich für den 13. bis 14. Juni 2025 in Köln geplant; vorgezogen aufgrund der Verschiebung der Bundestagswahl. |

1. ↑  Der 33. Parteitag war ursprünglich als Sonderparteitag zur Neuwahl des Parteivorsitzenden für den 25. April 2020 in Berlin geplant, wegen der Covid-19-Pandemie wurde er zunächst verschoben. Geplant war die Wahl dann für den regulären Parteitag am 4. Dezember in Stuttgart. Dieser wurde aufgrund der Corona-Lage erneut abgesagt.